# 网师园
網師園位于江苏省苏州市姑苏区阔家头巷11号，始建於南宋時期（1127年到1279年），原本只是取名叫「漁隱」的小型私人花園，經過多次修建，清朝乾隆時期（1736年到1796年），改名為網師園。
1982年，列为第二批全国重点文物保护单位。1997年，与其它三座苏州古典园林一同被列为世界文化遺產。

## 特点
網師園始建於宋淳熙初年，原為南宋侍郎史正志之萬卷堂故址，初名漁隱，至清乾隆年間，由宋宗元（字魯儒，號慤庭，1710—1779）購得重建，改名為網師園。蘇州人稱漁夫為“網師”。宋宗元來自長洲宋氏家族，著有《網詩吟草》及《網師園唐詩箋注》等書。 乾隆末年，園内已是一片荒芜，後被太仓富商瞿遠村所购得，並大力增修，“叠石种木，布置得宜，增建亭宇，易旧为新”，俗稱瞿園，或蘧園，現今網師園的景物建築大多為瞿園時期的佈局。
網師園是整個蘇州園林中最小巧精緻的，面積約為0.54公頃。其園林中目前最重要的特色是「夜花園」，也就是夜間傳統音樂表演與園林藝術的結合。
網師園的結構由中軸的主園為主體，西邊的內園提供緊湊部局的細膩，東邊則是宅第可觀賞建築之美。在中軸的安排則以池水為重心，南方為宴樂之地，北方則為書房讀冊之地。這之中以西部的內園最廣為遊客喜愛，內園中有小屋名為殿春簃，是1979年紐約大都會博物館介紹中國園林，在館內提供室內布景建築「明軒」時的重要參考。
有時網師園的“師”字又讹作“獅”字。

## 相關
- 何澄
- 何澤慧